# Gornji Galjipovci
Gornji Galjipovci (szerbül: Горњи Гаљиповци), település Bosznia-Hercegovinában, a Bosanska Krajina és a Bosanska Posavina közötti átmeneti területen, Prnjavor község területén, a Szerb Köztársaságban. 

## Fekvése
Bosznia-Hercegovina északi részén, Banja Lukától légvonalban 32, közúton 68 km-re északkeletre, községközpontjától légvonalban 5, közúton 7 km-re nyugatra fekvő dombvidéken, 200-310 méteres tengerszint feletti magasságban található. 

## Népessége
| Nemzetiségi csoport | Népesség 1991 | Népesség 2013 |
| ------------------- | ------------- | ------------- |
| Szerb               | 297           | 230           |
| Bosnyák             | 0             | 1             |
| Horvát              | 0             | 1             |
| Jugoszláv           | 4             | 0             |
| Egyéb               | 38            | 27            |
| Összesen            | 339           | 259           |

## Története
Az itt talált régészteti leletek tanúsága szerint Galjipovci területén már az őskorban is éltek emberek. Donji Galjipovci határában egy késő bronzkori és egy vaskori erődítmény település maradványa is megtalálható. Gornji Galjipovcit először az osztrák-magyar csapatok 1878-as érkezése után említik Srpski Galjipovci néven. Később Srpski Galjipovci falut felosztották a mai Gornji és Donji Galjipovcira.
A térség 1878-ig tartozott az Oszmán Birodalomhoz, ekkor a berlini kongresszus határozata alapján az Osztrák-Magyar Monarchia része lett. 1879-ben az első osztrák-magyar népszámlálás során a Prnjavori járáshoz tartozó településnek 16 háztartása, 78 muszlim és 15 ortodox lakosa volt. 1910-ben a Prnjavori járáshoz tartozó településen 27 háztartást, 107 muszlim, 25 ortodox, 9 római katolikus és 9 görög katolikus lakost találtak. A monarchia szétesésével 1918-ban előbb a Szerb-Horvát-Szlovén Királyság, majd 1929-től a Jugoszláv Királyság része. 1921-ben a községnek 27 háztartása és 171 lakosa volt. Az 1929-es törvény értelmében, amikor Bosznia-Hercegovinát négy banovinára, Drinskára, Vrbaskára, Zetskára és Primorskára osztották, a település a Vrbaska banovina része lett, amelynek székhelye Banja Luka volt Jugoszlávia megszállása után a Független Horvát Állam (NDH) része lett. A második világháború után a település a szocialista Jugoszláviához tartozott. A daytoni békeszerződést követő területfelosztásnál a település Prnjavor község részeként a Szerb Köztársaság területéhez került.